# O Teatro do Bem e do Mal
Este livro traz textos escritos no estilo impecável e inimitável de Eduardo Galeano: misto de reflexão, conto, artigo e ensaio. Com ironia e bom humor, abordam questões cruciais de nossa época no plano social, econômico, político, militar e ecológico. Os assuntos tratados são atualíssimos, como o Oriente Médio, o futuro da água no planeta, o terrorismo e a busca pela felicidade. Sempre cheio de verve e de compaixão, Galeano esmiúça a evolução e a história humana, mostrando por que é considerado um dos mais importantes e originais pensadores da atualidade.
{{}}
1. ↑   POCKET, L&pm. O teatro do bem e do mal. 2006. Disponível em: <http://lpm.com.br/site/default.asp?Template=../livros/layout_produto.asp&ID=462816>. Acesso em: 28 jan. 2016.